# Йосиповка (Захарьевский район)
Йосиповка (укр. Йосипівка) — село, относится к Захарьевскому району Одесской области Украины.
Население по переписи 2001 года составляло 942 человека. Почтовый индекс — 66731. Телефонный код — 4860. Занимает площадь 2,54 км². Код КОАТУУ — 5125281301.

## Местный совет
66731, Одесская обл., Захарьевский р-н, с. Йосиповка

## История
Во время Второй мировой войны здесь располагался аэродром подскока главной базы военного аэродрома Бельц в Сингуренах 55-ИАП.